# Байрам Бекташ
Байрам Бекташ (тур. Bayram Bektaş, нар. 10 лютого 1974, Трабзон) — турецький футболіст, що грав на позиції півзахисника. По завершенні ігрової кар'єри — тренер.

## Ігрова кар'єра
Народився 10 лютого 1974 року в місті Трабзон, але у ранньому віці перебрався до Франції, де навчався у футбольній школі клубу «Осер». Втім на дорослому рівні дебютував дебютував на батьківщині у клубі «Біледжикспор» в третьому дивізіоні, де провів один сезон, взявши участь у 24 матчах чемпіонату.
У 1995 році Бекташ став гравцем команди другого дивізіону «Сариєр», з якою за підсумками сезону 1995/96 завоював місце в Суперлізі. 10 серпня 1996 року Бекташ дебютував в головній турецькій лізі, вийшовши в основному складі в домашньому поєдинку проти «Денізліспора». Через два місяці він забив свій перший гол на вищому рівні, що став переможним в домашньому матчі з «Анкарагюджю».
У сезоні 1997/98 Байрам Бекташ виступав за інший клуб вищого дивізіону «Антальяспор», а в сезоні 1998/99 — за ізмірський «Алтай». В кінці 1999 року він перейшов в «Бешикташ». Відіграв за стамбульську команду наступні чотири сезони своєї ігрової кар'єри і у останньому сезоні 2003 року став з командою чемпіоном Туреччини. Крім того, його команда дійшла до чвертьфіналу Кубка УЄФА в тому ж сезоні, досягнувши найкращого результату в історії клубу.
Влітку 2003 року Бекташ покинув «Бешикташ» і перейшов до «Трабзонспора» з його рідного міста Трабзон. Втім головний тренер Самет Айбаба жодного разу не випустив Байрама до зимової перерви, через що у другій половині сезону грав за «Коньяспор», де також нечасто виходив на поле.
Завершив ігрову кар'єру у команді «Коджаеліспор», за яку виступав протягом 2005—2006 років.

## Кар'єра тренера
Свою тренерську кар'єру Байрам Бекташ починав, працюючи асистентом головного тренера Бюлента Уйгуна в різних турецьких клубах: «Буджаспорі», «Ескішехірспорі», «Елязигспор», «Газіантепспор», а також в катарському «Умм-Салалі».
21 квітня 2015 року його очолив середняка першої ліги «Елязигспор». Оскільки Бекташ на той час не мав необхідної тренерської ліцензії, він неофіційно працював головним тренером у другій половині сезону 2014/15, тоді як формальним головним тренером був Фарук Коркмаз. З сезону 2015/16 він отримав необхідну ліцензію і став повноцінним головним тренером. Команда Бекташа почала успішно  в цьому сезоні, але 12 листопада 2015 року Бекташ пішов з посади за взаємною згодою з керівництвом клубу.
Майже через місяць він очолив іншу команду Першої ліги «Газіантеп ББ». У листопаді 2016 року Бекташ повернувся на пост головного тренера «Елязигспор», який під його керівництвом фінішував в середині турнірної таблиці Першої ліги 2016/17. У сезоні 2017/18 він працював наставником «Умранієспора».
23 травня 2017 року Бекташ очолив клуб Суперліги «Гезтепе», підписавши угоду 1+1, але залишив команду в кінці року.
19 грудня 2018 року Бекташ був призначений головним тренером «Анкарагюджю». Але, пропрацювавши менше місяця, покинув команду.
У липні 2019 року увійшов до тренерського штабу Шенола Гюнеша в збірній Туреччини.

## Титули і досягнення
- Чемпіон Туреччини (1):

«Бешикташ»: 2002/03